# Computer-aided quality
CAQ (von engl. computer-aided quality assurance, zu Deutsch rechnerunterstützte Qualitätssicherung) ist die EDV-unterstützte Festlegung einer Qualitätspolitik und deren Ziele im Unternehmen und ist ein Element des Qualitätsmanagements. Es begleitet den gesamten Produktionsprozess, mit allen operativen und dienstleistenden Bereichen. CAQ-Systeme analysieren (Prozessdatenanalyse, PDA), dokumentieren und archivieren qualitätsrelevante Daten zu Fertigungsprozessen. CAQ umfasst computergestützte Maßnahmen zur Planung und Durchführung der Qualitätssicherung.
Beispiele sind die Untersuchung der Radreifen eines ICE auf Haarrisse oder die automatische Prüfung integrierter Schaltkreise und Leiterplatten (siehe hierzu auch Starrnadeladapter). CAQ umfasst meist neben der Messwerterfassung auch eine Digitalisierung, Übertragung und langfristige Speicherung der Daten.
Die Analyse, Dokumentation und Archivierung qualitätsrelevanter Daten ist für Unternehmen zur Minimierung der Risiken nach dem Produkthaftungsgesetz von sehr hoher Bedeutung. Dazu werden Daten aus messenden, attributiven und visuellen Prüfungen vom CAQ-System mit statistischen Methoden ausgewertet. Die CAQ-Systeme zeigen auch die Prozessfähigkeit von Produktionsprozessen an (siehe auch Statistische Prozesslenkung, kurz SPC), d. h. wie stabil und wie gut reproduzierbar Produktionsprozesse sind. Die Verknüpfung solcher qualitätsrelevanter Daten mit der Reklamationsbearbeitung kann zu einer deutlichen Kostenreduzierung führen.
CAQ ist Bestandteil der computerintegrierten Produktion (CIM) und kann über die QDX zwischen Unternehmen ausgetauscht werden.
Disziplinen von CAQ sind unter anderem:
- Wareneingangskontrolle und Lieferantenbewertung (u. a. geregelt in IATF 16949) (WE bzgl. engl. IGI)
- Fertigungsvorbereitende Prüfung (Maschinenfähigkeitsuntersuchung (MFU), Messsystemanalyse (MSA))
- Fertigungsbegleitende Prüfung, (häufig in Form der statistischen Prozesslenkung)
- Warenausgangsprüfung (WAP, englisch OGI)
- Auditwesen (Planen und Durchführen von Audits sowie Verfolgen der gefundenen Mängel)
- Auswirkungsanalyse (FMEA)
- Dokumentenmanagement (Nachverfolgbarkeit von Dokumentenänderungen) (DMS)
- Maßnahmenmanagement (Nachverfolgbarkeit von Maßnahmendurchführung)
- Reklamationsmanagement (Nachverfolgbare Bearbeitung von Reklamationen anhand des sogenannten 8D-Verfahrens; siehe 8D-Report)
- Prüfmittelmanagement (Nachweis von Prüfmittelfähigkeit, Kalibrier- und Verwendungshistorie)
- Erstmusterprüfung (Nachweis der potentiellen Fähigkeit die geforderte Qualität zu produzieren)
- Qualitätsplanung (APQP)